# Björn Sprängare
Nils Björn Sprängare, född 26 mars 1940 i Engelbrekts församling i Stockholm, död 25 juli 2024 i Oscars distrikt i Stockholm, var en svensk jägmästare och företagsledare.

## Biografi
Sprängare tog examen vid Skogshögskolan 1967 och arbetade därefter på SCA samtidigt som han skrev på sin doktorsavhandling. Han disputerade 1973 och blev skoglig doktor. 1974 blev han skogsförvaltare vid Mo och Domsjö AB (MoDo), och 1981–1985 var han MoDo:s verkställande direktör. År 1986 blev han koncernchef för Trygg Hansa och efter sammanslagningen i Trygg Hansa-SPP. 
Sprängare var därefter ståthållare inom Kungliga hovstaterna i åtta års tid, fram till 31 december 2004. Han var också under fjorton år styrelseordförande för statliga gruvföretaget LKAB, ett uppdrag som han lämnade 2011. Marcus Wallenberg tog i oktober 2011 över som styrelseordförande. År 2010 blev Sprängare ledamot av styrelsen för sågverket Martinsons Såg AB i Skellefteå. År 2012 blev Sprängare ordförande i Svenska Jägareförbundet. Sprängare invaldes 1982 som ledamot av Kungl. Skogs- och Lantbruksakademien och blev 1989 ledamot av Kungl. Ingenjörsvetenskapsakademien. Han var också hedersledamot i Svenska Bastuakademien.